# Papaina
Papaina (EC 3.4.22.2) – enzym z podklasy proteaz o niskiej specyficzności substratowej (proteoliza zachodzi niezależnie od tego jakie aminokwasy sąsiadują z wiązaniem peptydowym) otrzymywany z mleczka zielonych owoców i liści melonowca właściwego (od którego łacińskiej nazwy gatunkowej pochodzi nazwa papainy).
Jest to substancja podobna do ludzkiej pepsyny. Uczestniczy w rozkładzie białek. Łańcuch papainy zbudowany jest z 212 reszt aminokwasowych, stabilizowany jest 3 mostkami dwusiarczkowymi (−S−S−), z których dwa są ukryte wewnątrz cząsteczki, a jedna znajduje się na jej powierzchni. W centrum aktywnym ma jedną dodatkową grupę sulfhydrylową −SH. Pełną aktywność enzymatyczną wykazuje w środowisku kwaśnym o pH = 4. Tworzy dwie domeny, podobnie jak insulina. 
Jest składnikiem sosów nadających kruchość potrawom mięsnym, soli zmiękczającej mięso oraz produktów kosmetycznych (peelingi chemiczne).